# SAm-1
SAm-1 (Südamerika-1) ist ein optisches Unterwasserkommunikationskabel. Es wurde im Jahr 2000 in Betrieb genommen und verbindet die Vereinigten Staaten, Puerto Rico, Brasilien, Argentinien, Chile, Peru und Guatemala. 2007 wurde SAm-1 erweitert, um Ecuador und Kolumbien zu erreichen. Es ist derzeit im Besitz von Telefónica und TE Connectivity.
SAm-1 hat Landepunkte in:
- Boca Raton, Florida, USA
- Isla Verde, Puerto Rico
- Fortaleza, Brasilien
- Salvador, Bahia, Brasilien
- Rio de Janeiro, Brasilien
- Santos, São Paulo, Brasilien
- Las Toninas, Argentinien
- Valparaíso, Chile
- Arica, Chile
- Distrikt Lurín, Peru
- Máncora, Peru
- Puerto San José, Guatemala
- Puerto Barrios, Guatemala
- Salinas, Ecuador
- Barranquilla, Kolumbien

Als SAm-1 im Jahr 2000 genehmigt wurde, sollte es aus vier Faserpaaren bestehen, die zunächst mit 40 Gbit/s in einer selbstheilenden Ringkonfiguration arbeiten, erweiterbar auf 48 Kanäle mit jeweils 10 Gbit/s, für eine Gesamtauslegungskapazität von 480 Gbit/s und mit mehrfacher Upgrade-Fähigkeit unter Verwendung von Wavelength-division multiplexing bis zu 1,92 Terabit pro Sekunde.